# Agelenopsis oklahoma
Agelenopsis oklahoma är en spindelart som först beskrevs av Willis J. Gertsch 1936.  Agelenopsis oklahoma ingår i släktet Agelenopsis och familjen trattspindlar. Inga underarter finns listade i Catalogue of Life.